# Aneilema alatum
Aneilema alatum är en himmelsblomsväxtart som beskrevs av Sijfert Hendrik Koorders. Aneilema alatum ingår i släktet Aneilema och familjen himmelsblomsväxter.
Artens utbredningsområde är Java. Inga underarter finns listade.